# Nergüjn Enchbat
Nergüjn Enchbat (mongolsky Нэргүйн Энхбат; 19. března 1962 Ulánbátar – 6. dubna 2022) byl mongolský boxer.
S amatérským boxem začal v roce 1979 a v letech 1983 až 1989 byl reprezentantem Mongolska. Ve své kariéře nastoupil k 312 zápasům a 240 z nich vyhrál. V letech 1982 až 1987 získal šest titulů mistra Mongolska v řadě. V roce 1983 zvítězil na Chemiepokalu v Halle. Na soutěži Družba 84 v Havaně postoupil do finále lehké váhy, kde ho porazil domácí Ángel Herrera Vera. Na Hrách dobré vůle v roce 1986 v Moskvě získal bronzovou medaili. O rok později byl finalistou asijského šampionátu. Startoval na olympijských hrách 1988 v Soulu, kde postoupil v lehké váze do semifinále a tam podlehl těsně na body švédskému reprezentantovi Georgi Cramnemu. Získal tak pro Mongolsko první olympijskou medaili z boxu. Pak přešel do lehké welterové váhy a stal se v ní roku 1989 mistrem Asie. Na mistrovství světa v boxu 1989 vypadl ve čtvrtfinále.
Je absolventem ekonomické fakulty Mongolské národní univerzity a byl mu udělen titul zasloužilého mistra sportu. Po odchodu z ringu byl trenérem boxerské reprezentace a funkcionářem Mongolského olympijského výboru. Pak pobýval s rodinou pracovně v USA.